# Ernest Slingeneyer

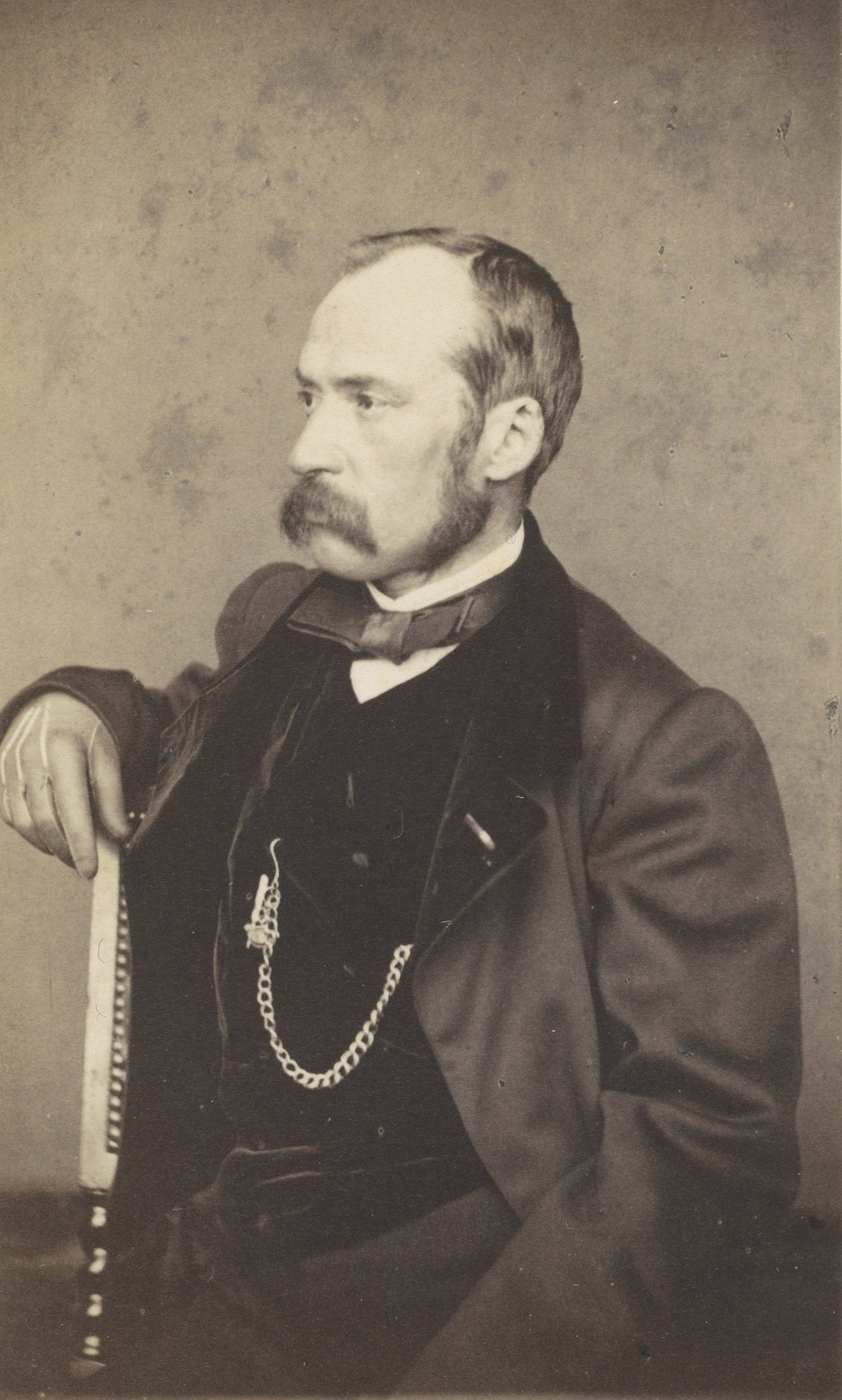
Ernest Slingeneyer

Ernest Slingeneyer (* 28. Mai 1820 in Lochristi; † 27. April 1894 in Brüssel) war ein belgischer Historienmaler.

## Leben
Slingeneyer war ein Schüler von Gustave Wappers, der in ihm auch die Vorliebe für historische Darstellungen und Genrebilder weckte.
Im 19. Jahrhundert bekannt und beliebt waren seien Werke Untergang des Schiffes Le Vengeur von 1845, Der Tod des Schiffskapitäns Jacobsen, Der Tod Nelsons, Das Heldentum der Französischen Seeleute des Schiffes Le Feu oder Lutte en Mer (1795), Philipp der Gute in der Schlacht bei Brouwershaven (1852), Die Schlacht bei Lepanto (im Modernen Museum zu Brüssel), Die letzten Tage von Pompej (1890).
Später lehrte er an der Atelier Libre Saint-Luc in Brüssel. Im Jahre 1894 war er ein Mitglied des Zulassungsausschusses für die Kunstausstellung bei der World Expo 1894 in Antwerpen.
1870 wurde er zum Mitglied der Académie royale des Sciences, des Lettres et des Beaux-Arts de Belgique gewählt.

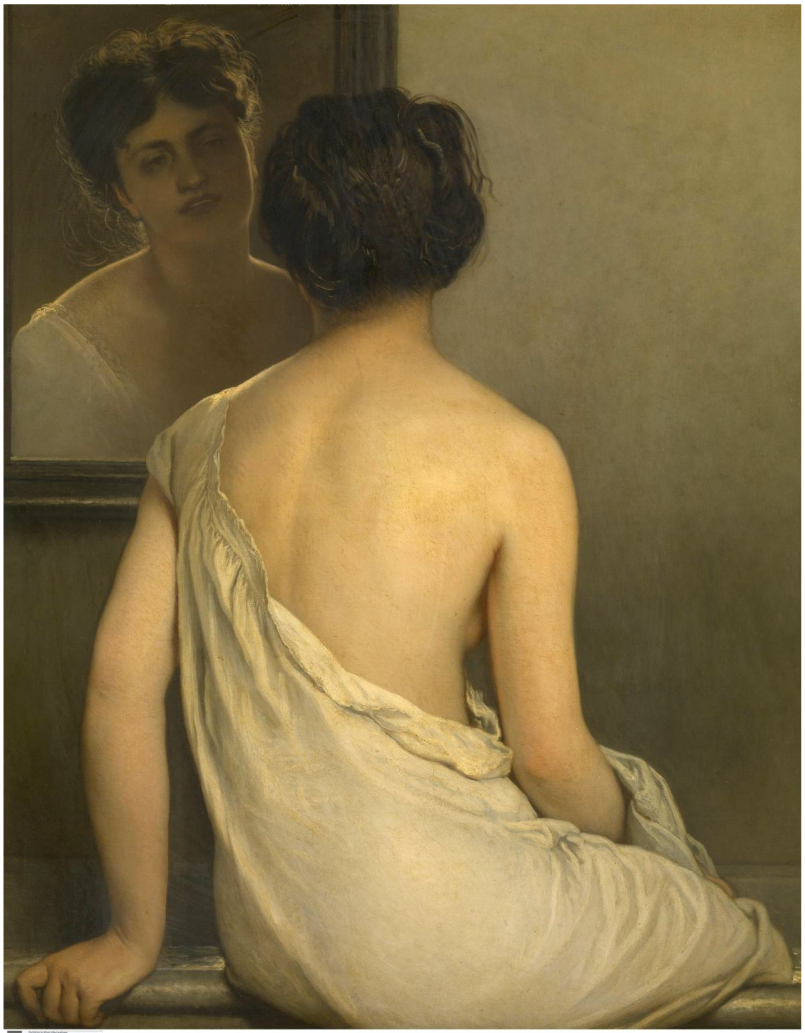
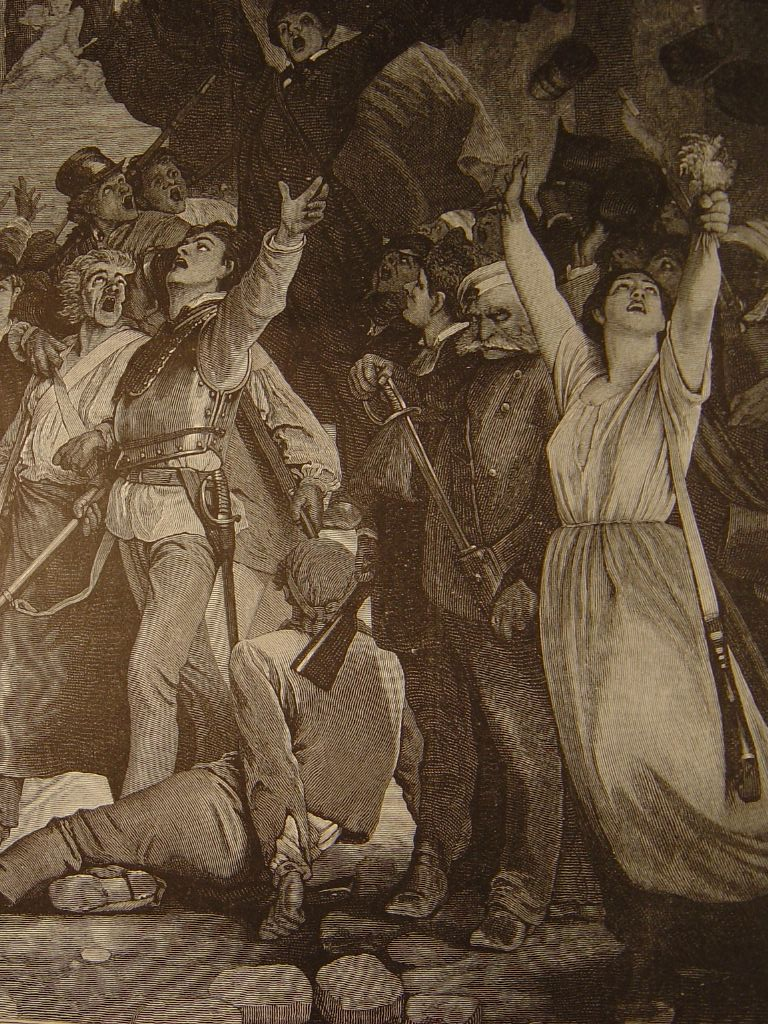
Cri d’indépendance
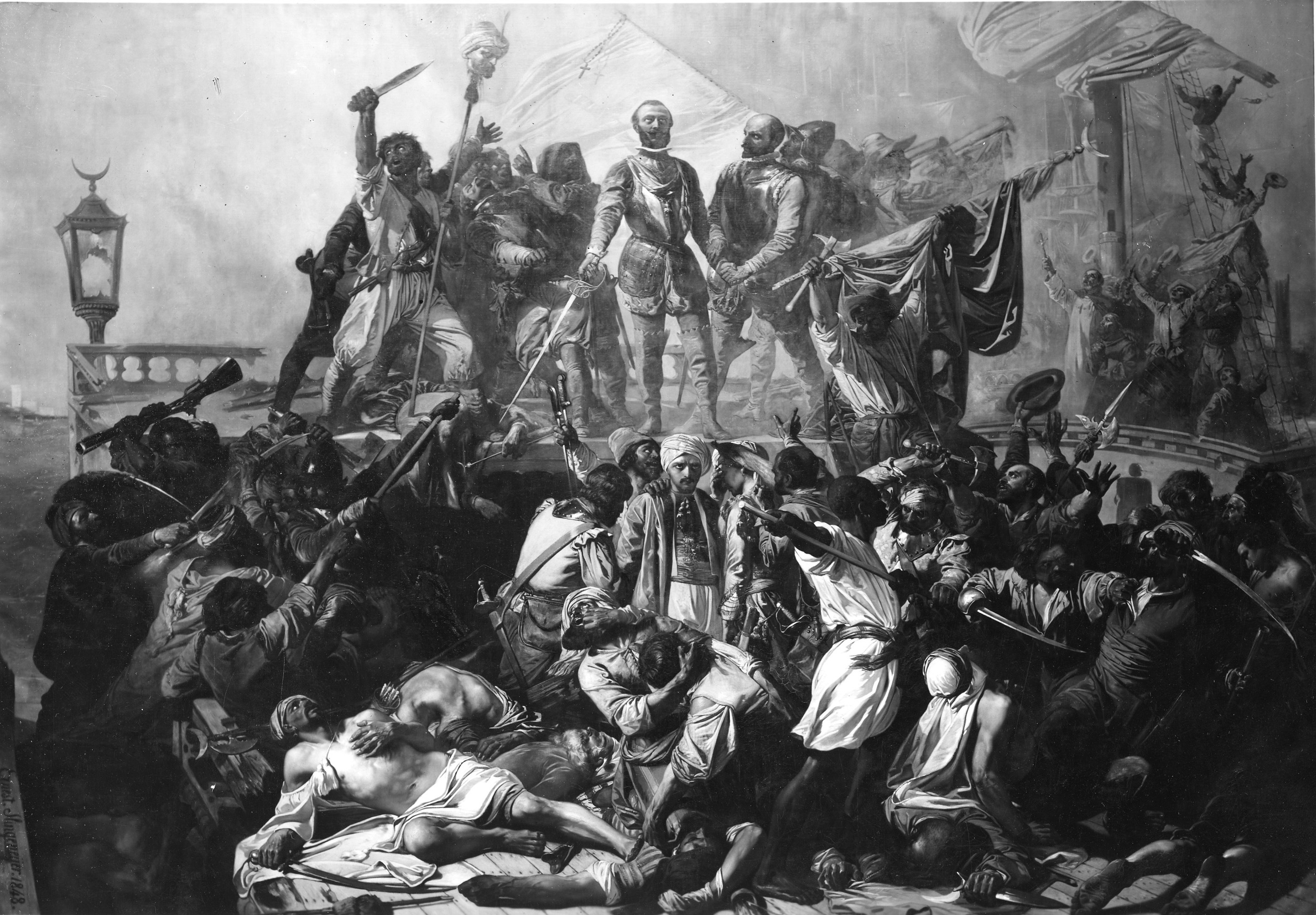
Seeschlacht von Lepanto
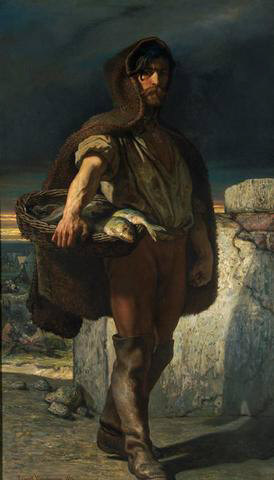
The proud fisherman
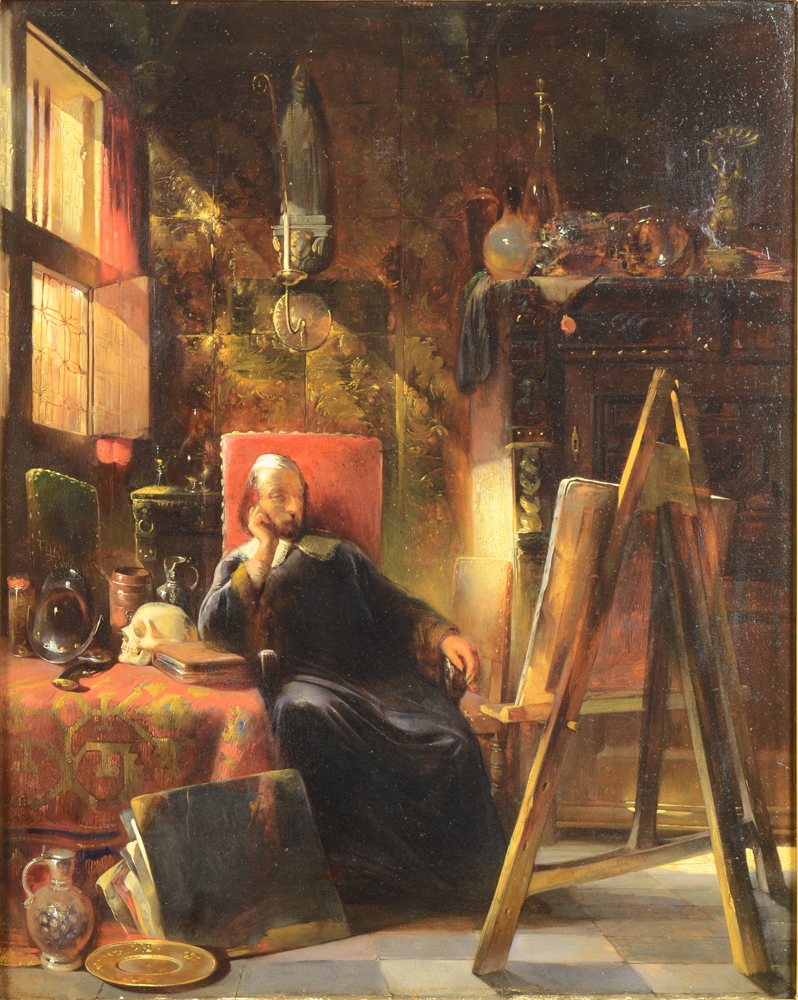